# Tipula ornata
Tipula ornata är en tvåvingeart som beskrevs av Theowald och Oosterbroek 1987. Tipula ornata ingår i släktet Tipula och familjen storharkrankar. Inga underarter finns listade i Catalogue of Life.